# Distelorden

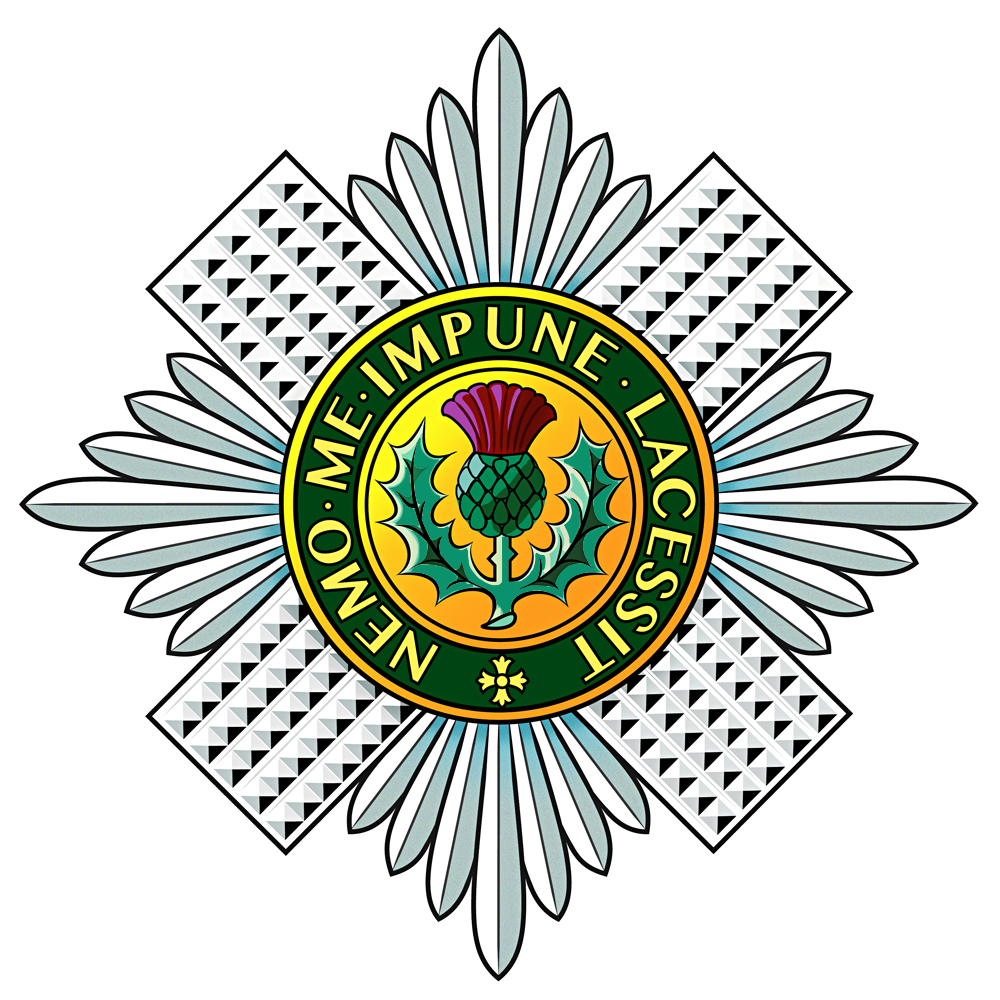
Ordensstern des Distelordens

Der Distelorden (The Most Ancient and Most Noble Order of the Thistle, auch Order of St. Andrew genannt) ist ein schottischer Ritterorden, der 1687 gestiftet wurde. Die Aufnahme in den Orden verleiht den persönlichen Adel mit dem Prädikat Sir. Der Geehrte ist befugt, seinem Namen die Buchstaben „KT“ (Knight of the Thistle) als Post-Nominal nachzustellen. Der Ordenstag ist der 30. November und die Ordenskirche die St Giles’ Cathedral in Edinburgh.
Der Distelorden steht an zweiter Stelle in der Rangliste der britischen Ritterorden (Order of Knighthood), nach dem Hosenbandorden und vor dem Order of Saint Patrick. Die Bezugnahme auf die Distel erklärt sich von ihrer Bedeutung als Wappenblume und damit eines der Nationalsymbole Schottlands her.

## Geschichte

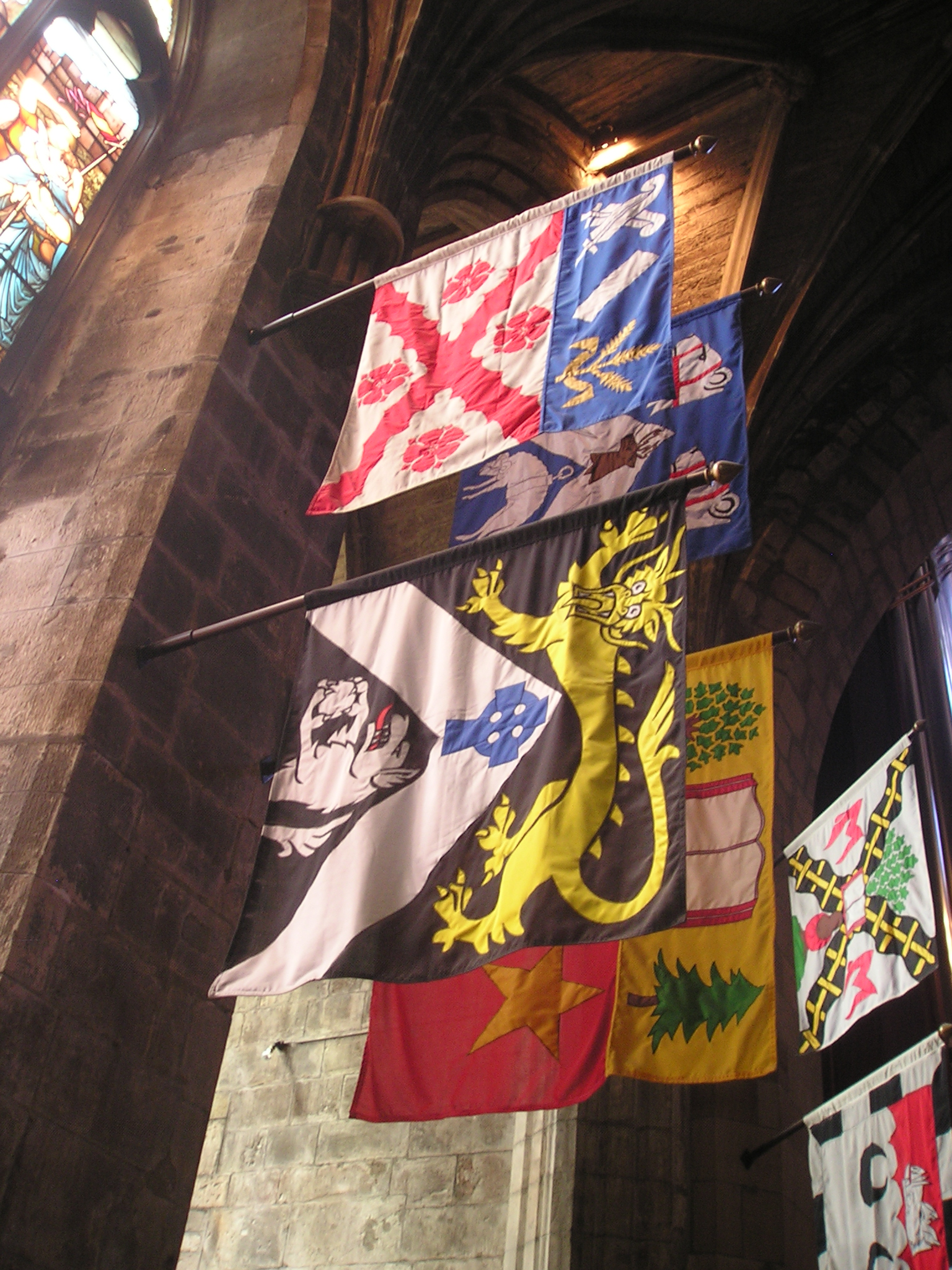
Banner der Ritter des Distelordens (St Giles’ Cathedral)

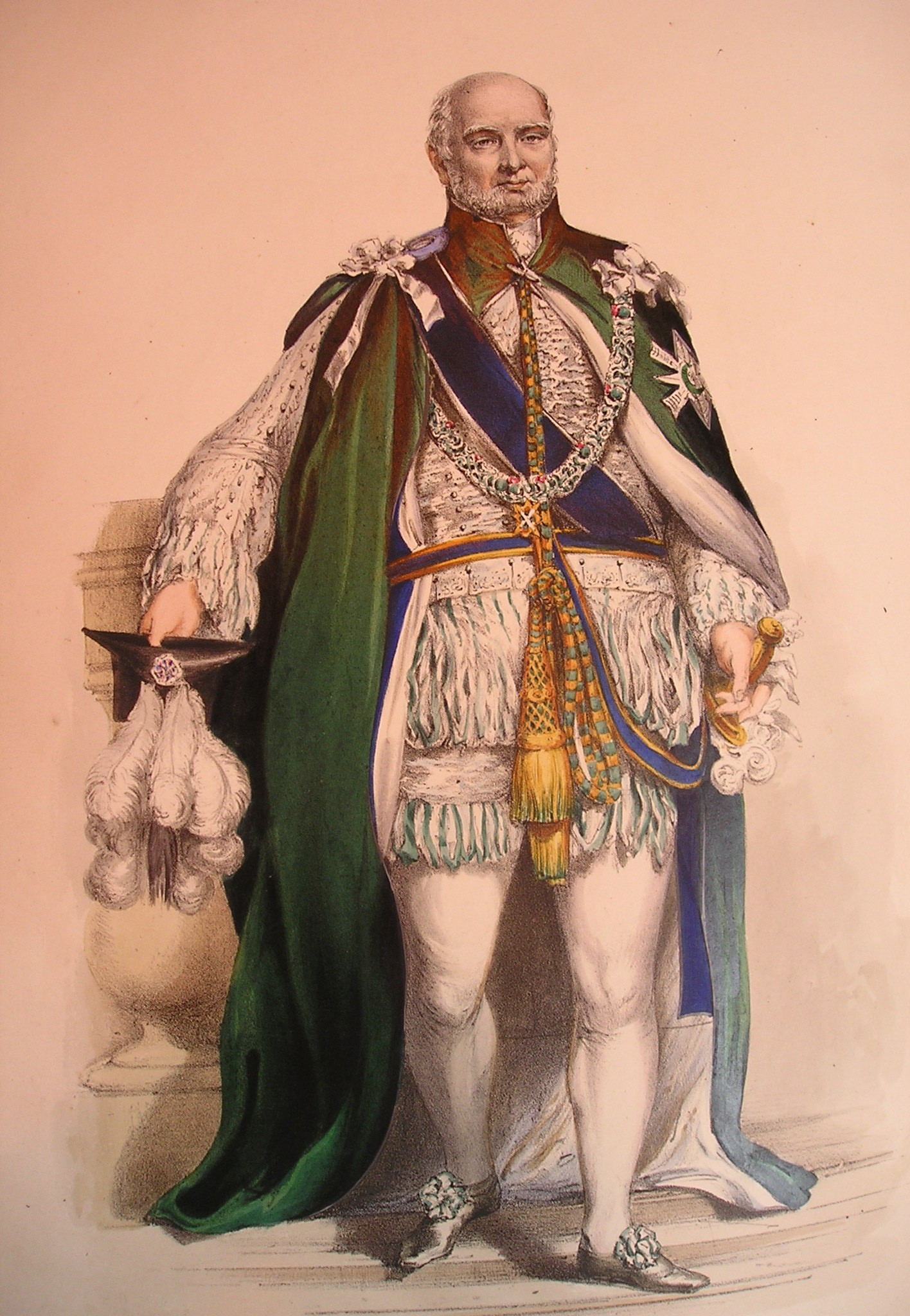
Augustus Frederick, 1. Duke of Sussex in Ordenstracht

Das Zeitalter des Barock mit seiner Fabulierlust war besonders geschickt in der Schöpfung von Ordens-, Wappen- und Geschlechterlegenden. So beruft sich die Gründungsurkunde des Distelordens auf angebliche frühere Genossenschaften des Ordens, die schon im 8. und 9. Jahrhundert existierten, und auf eine Erneuerung im Jahre 1540 unter König Jakob V., dem Vater der Maria Stuart. Er soll die Zahl der Ritter auf 12 – so viele wie die Apostel – festgesetzt und den Orden dem Apostel Andreas gewidmet haben. Keine dieser Legenden lässt sich geschichtswissenschaftlich belegen.
Gesichert ist jedenfalls, dass König James VII. den Orden am 29. Mai 1687 „erneuerte“ und der Legende getreu die Zahl der Ritter auf zwölf und den Souverän festsetzte. Er tat dies zu einem Zeitpunkt als seine katholische Regentschaft in England schon höchst umstritten war, während das Haus Stuart in seiner alten Heimat Schottland noch zahlreiche Anhänger hatte. Seine Absicht war, die einflussreichsten Adligen des Landes an sich zu binden. Sie kam auch in der Ordensdevise zum Vorschein: Nemo me impune lacessit (dt.: „Niemand fordert mich ungestraft heraus“). Damit konnte er freilich nicht verhindern, dass er bereits im folgenden Jahr durch die Glorious Revolution gestürzt wurde.
Unter seiner protestantischen Tochter Königin Maria II. und ihrem Gatten Wilhelm von Oranien wurden keine neuen Ordensritter ernannt. Erst seine protestantische Tochter Königin Anne erneuerte die Ordensstatuten am 31. Dezember 1703 und ernannte ab dem Folgejahr weitere Ordensritter. Georg IV. erhöhte die zulässige Anzahl der Ritter am 8. Mai 1827 auf 16, was bis heute so geblieben ist.
Die Ordensritter versammeln sich einmal jährlich in Anwesenheit des Souveräns zu einem Gottesdienst in der Ordenskapelle, einer Seitenkapelle der Edinburgher Kathedrale, deren Gestühl mit den Bannern der früheren und aktuellen Ritter geschmückt ist. Anschließend findet ein Festessen im Thronsaal des Holyrood Palace statt.

## Ordensmitglieder
Der Orden umfasst nur eine Klasse, die des Knight Companion oder des Lady Companion. Zu den 16 Knights und Ladies kommen Mitglieder der britischen Königsfamilie hinzu: Diese können als Royal Knight/Lady Companion in den Orden aufgenommen werden und werden in der Zahl von 16 nicht mitgerechnet. Anders als bei den meisten von der britischen Krone vergebenen Ehrungen ist der Monarch bei Ernennungen von Mitgliedern des Distelordens nicht an Vorschläge durch die Regierung gebunden, sondern kann hier frei nach eigenem Ermessen entscheiden, weshalb die Aufnahme in den Orden als persönliches Geschenk ("personal gift") seitens des Monarchen verstanden wird.
Ausländer (das heißt, Personen, die nicht Untertan des britischen Monarchen sind) werden zum Orden nicht zugelassen. Die einzige Ausnahme seit 250 Jahren machte man für den König von Norwegen, Olav V., der als Stranger Knight Companion aufgenommen wurde; er kam jeden Sommer mit seiner Yacht nach Schottland herüber und besuchte die königliche Familie in Balmoral. Auch er wurde in der Zahl von 16 nicht mitgerechnet. Die Royal Knights Companion und Stranger Knights Companion werden zusammen auch als Extra Knights Companion bezeichnet.
Gemäß den Ordensstatuten von 1703 war eine Zulassungsvoraussetzung, dass jeder Aufnahmekandidat die Würde eines Knight Bachelors innehaben musste. Da diese Würde nicht an Frauen verliehen werden kann, konnten außer den regierenden Königinnen als Ordenssouverän de facto keine Frauen in den Orden aufgenommen werden. 1937 wurde als erste Frau Queen Consort Elizabeth Bowes-Lyon ausnahmsweise als Supernumerary Lady of the Thistle in den Orden aufgenommen. 1987 änderte Königin Elisabeth II. schließlich die Ordensstatuten, so dass seither auch Frauen als Lady Companion in den Orden aufgenommen werden können.

## Derzeitige Mitglieder des Ordens
Souverän
- Charles III.

Knights & Ladies Companion
1. Andrew Bruce, 11. Earl of Elgin (1981)
2. James Mackay, Baron Mackay of Clashfern (1997)
3. David Wilson, Baron Wilson of Tillyorn (2000)
4. David Steel, Baron Steel of Aikwood (2004)
5. George Robertson, Baron Robertson of Port Ellen (2004)
6. William Cullen, Baron Cullen of Whitekirk (2007)
7. David Hope, Baron Hope of Craighead (2009)
8. Narendra Patel, Baron Patel (2009)
9. Robert Smith, Baron Smith of Kelvin (2014)
10. Richard Scott, 10. Duke of Buccleuch (2017)
11. Sir Ian Wood (2018)
12. Lady Elish Angiolini (2022)[2]
13. Sir George Reid (2022)[2]
14. Sue Black, Baroness Black of Strome (2024)
15. Helena Kennedy, Baroness Kennedy of The Shaws (2024)

Extra Knights & Ladies Companion
- Anne, Princess Royal (2000)
- William, Prince of Wales (2012)
- Queen Camilla (2023)
- Edward, Duke of Edinburgh (2024)[3]

Officers
- Dekan: David Fergusson
- Kanzler: Richard Scott, 10. Duke of Buccleuch
- Gentleman Usher of the Green Rod: Christopher Hope Layman
- King of Arms: Joseph Morrow (Lord Lyon King of Arms)
- Sekretär: Elizabeth Roads (Snawdoun Herald, Lyon Clerk and Keeper of the Records)

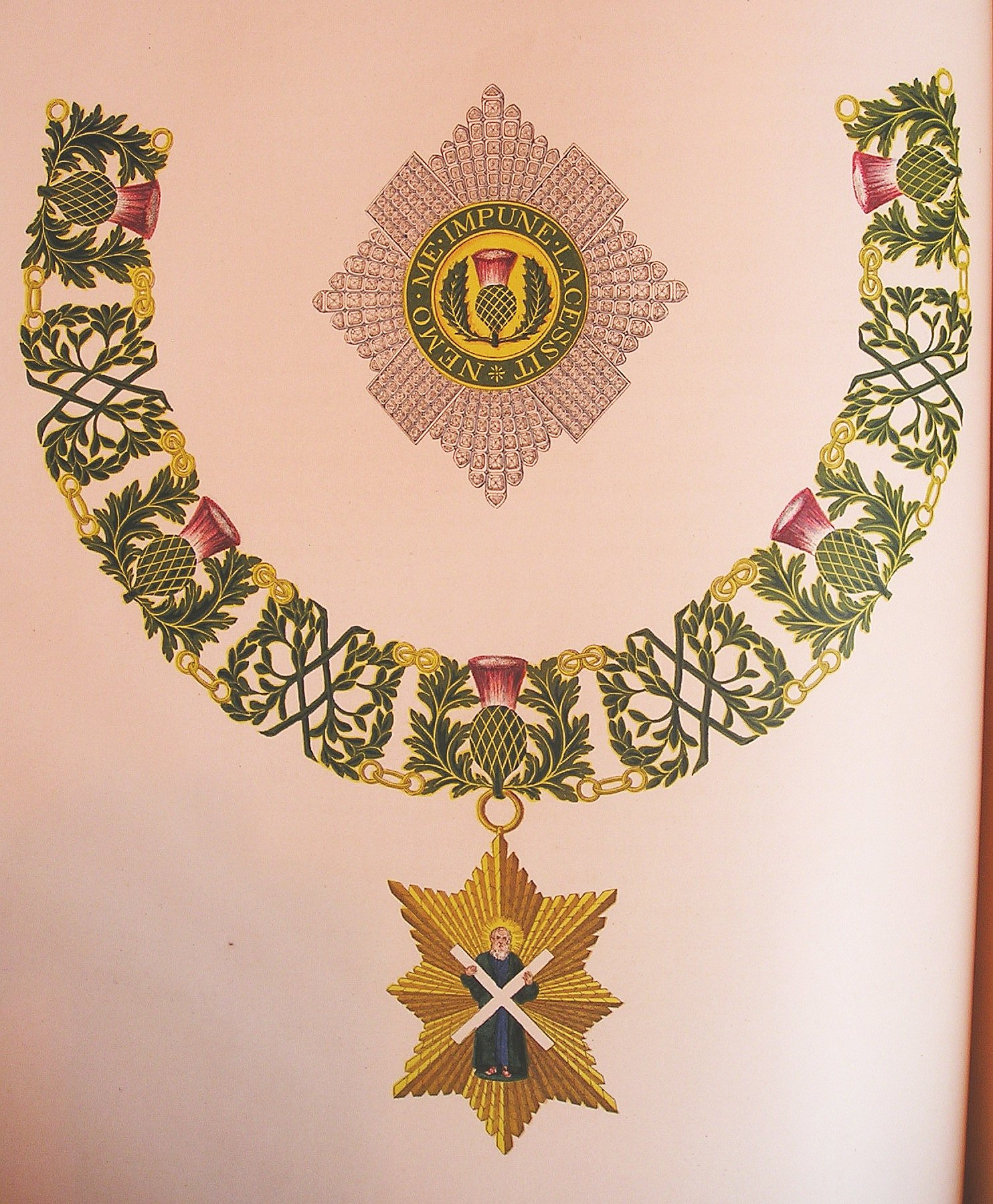
Collane und Stern eines Ritters des Distelordens

## Insignien
Die Insignien des einklassigen Distelordens sind die Collane, die aus zweierlei emaillierten Elementen besteht: Disteln und Rautenzweigen. Ferner findet sich als Ordenszeichen der Collane (Badge Appendant) ein Bild des Hl. Andreas im Kirchenornat, der ein weiß emailliertes Andreaskreuz vor sich hält und von goldenen Strahlen umgeben ist. Im Revers hat das Ordenszeichen der Collane auf grünem Felde eine Distel von Gold, die grün und rot emailliert ist. Diese zwei, die Collane und ihr Ordenszeichen, dürfen nur an besonderen Collar Days getragen werden; das gewöhnliche Ordenszeichen, ein ovales goldenes Schild mit dem Hl. Andreas und dem Andreaskreuz, die von einem Band mit der Ordensdevise Nemo me impune lacessit umgeben sind, wird an einer grünen Schärpe von der linken Schulter zur rechten Hüfte getragen. Der silberne Ordenstern, der sowohl mit der Collane wie mit der Schärpe getragen wird, ist vierarmig, auf ihm liegt das Andreaskreuz, das ein rundes goldenes Mittenmedaillon trägt. Das Medaillon zeigt eine grün emaillierte Distel und ist von einem Band mit der Ordensdevise umgeben.